# Steve Harwell
Steven Scott Harwell, detto Steve (Santa Clara, 9 gennaio 1967 – Boise, 4 settembre 2023), è stato un cantante e musicista statunitense, frontman degli Smash Mouth e dei Radio Angel.

## Biografia
Musicalmente influenzato dai Van Halen, dai The Waterboys e da Elvis Presley, fondò gli Smash Mouth nel 1994 con Greg Camp, Kevin Coleman e Paul De Lisle. Precedentemente era un rapper in un gruppo chiamato F.O.S.
Harwell partecipò a molti show televisivi e programmi in radio; con gli Smash Mouth apparve alla fine del film Rat Race.
Nel 2001 il cantante subì un grave lutto a causa della scomparsa del figlio di soli 6 mesi per leucemia. Nell'ottobre del 2021, lasciò la band e in seguito annunciò l'intenzione di volersi ritirare dal mondo della musica a causa di problemi cardiaci.
Il 4 settembre 2023 il suo manager ha annunciato che il cantante era in fin di vita a causa di vari problemi epatici che lo affliggevano da tempo, e che non gli sarebbe rimasta più di una settimana di vita. Harwell è morto lo stesso giorno, all'età di 56 anni.